# 烏里萬特市

烏里萬特市（西班牙語：Municipio Uribante），是委內瑞拉的一個市，位於該國西南部塔奇拉州，首府設於普雷戈內羅，面積1,502平方公里，海拔高度1,260米，2011年人口22,655，人口密度每平方公里14.53人。